# Bébi bolondos dallamok – Húsvéti nyuszi márpedig van!
A Bébi bolondos dallamok – Húsvéti nyuszi márpedig van! (eredeti cím: Baby Looney Tunes: Eggs-traordinary Adventure) 2003-ban megjelent amerikai 2D-s számítógépes animációs film, amelynek a 2002-től 2005-ig futott Bébi bolondos dallamok című amerikai televíziós 2D-s számítógépes animációs sorozat 1. évadjának két utolsó része. A rendezője Gloria Jenkins, a producerei Gloria Jenkins és Tom Minton, a forgatókönyvírója Karl Geus, a zeneszerzői Julie Bernstein és Steven Bernstein. A VHS-film és DVD-film a Warner Bros. gyártásában készült, a Warner Home Video forgalmazásában jelent meg. Műfaját tekintve filmvígjáték, kalandfilm és filmmusical.
Amerikában 2003. február 11-én, Magyarországon 2003. április 8-án adták ki VHS-en és DVD-n.

## Szereplők
| Szereplő           | Eredeti hang      | Magyar hang      |
| ------------------ | ----------------- | ---------------- |
| Gyerek Tapsi Hapsi | Sam Vincent       | Bor Zoltán       |
| Gyerek Dodó kacsa  | Sam Vincent       | Simonyi Balázs   |
| Gyerek Csőrike     | Sam Vincent       | Radó Denise      |
| GyerekSzilveszter  | Terry Klassen     | Minárovits Péter |
| Gyerek Lola nyuszi | Britt McKillip    | Mezei Kitty      |
| Gyerek Taz         | Ian James Corlett | Háda János       |
| Nagyi              | June Foray        | Kassai Ilona     |

## Információs oldalak
- Bébi bolondos dallamok – Húsvéti nyuszi márpedig van! az AllMovie oldalon (angolul)
- Bébi bolondos dallamok – Húsvéti nyuszi márpedig van! a FilmAffinity oldalon (angolul)
- Bébi bolondos dallamok – Húsvéti nyuszi márpedig van!  az Internetes Szinkron Adatbázisban (magyarul)
- Bébi bolondos dallamok – Húsvéti nyuszi márpedig van! a Behind The Voice Actors oldalon (angolul)